# Hampanahalli, Channarayapatna
Hampanahalli là một làng thuộc tehsil Channarayapatna, huyện Hassan, bang Karnataka, Ấn Độ.